# Киселёв, Павел Дмитриевич (моряк)

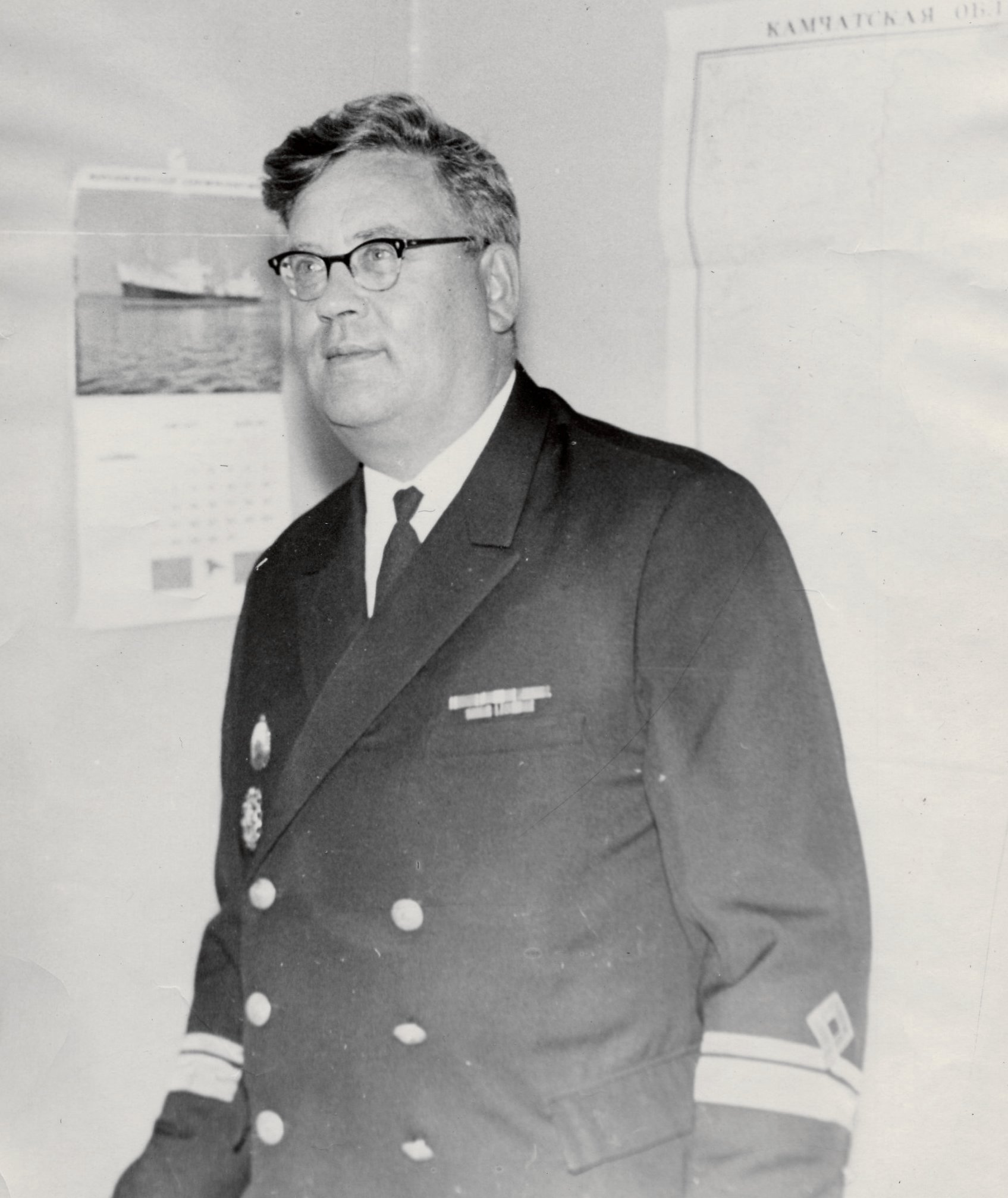
П. Д. Киселёв в рабочем кабинете, 1960-е гг.

Па́вел Дми́триевич Киселёв (11 (24) июля 1914, Владивосток — 28 сентября 1996, Владивосток) — капитан дальнего плавания, последний начальник АКОфлота (1945), начальник Камчатрыбфлота (1947—1952, 1956—1957), начальник Камчатского морского пароходства (1958—1971).

## Биография
Родился в городе Владивостоке в семье выходца с Донбасса Дмитрия Михайловича Киселёва (1879—1955), десятника на строительстве Владивостокской крепости.
В 1933 году окончил судоводительское отделение Дальневосточного рыбного техникума и выдержал экзамен на звание штурмана дальнего плавания.
В июне 1934 года поступил на работу в Акционерное Камчатское Общество (АКО), служил на различных судах.
В период с июня 1934 по январь 1938 ходил на рыболовном траулере «Буревестник». Занимал должности 3-го, 2-го и старшего помощника капитана. В мае 1935 года отличился в ходе ремонта траулера, проводившегося во Владивостоке силами экипажа и мастерских Кработреста. 8 мая 1936 года, следуя из Петропавловска-Камчатского на западное побережье полуострова, траулер попал в 11-балльный шторм. Судно, перевозившее палубный груз и 150 пассажиров, было накрыто волнами, вызвавшими частичное затопление жилых кают, котельного и машинного отделений. Палубный груз был смыт за борт, водоотливная система вышла из строя. В результате залива средней топки котла упало давление пара. Вскоре главная машина остановилась и траулер лишился хода. Палубная команда под руководством старшего помощника капитана П. Д. Киселёва предотвратила дальнейшее затопление внутренних помещений судна, после чего экипаж и пассажиры в течение суток отливали воду вёдрами. 10 мая 1936 года «Буревестник» благополучно вернулся в Петропавловск-Камчатский. С 24 июля по 28 августа 1937 года П. Д. Киселёв впервые исполнял обязанности капитана судна. В октябре 1936 года участвовал в поисках шхуны Дальморзверьпрома «Крестьянка», погибшей в Охотском море.
В период с 1 января 1938 по 5 апреля 1938 года — старший помощник капитана парохода «Ительмен».
20 февраля 1939 года назначен старшим помощником капитана парохода «Якут» (капитан Ф. И. Волчкович, с мая 1939 г. — С. Т. Кириллов). 13 января 1940 года назначен капитаном того же судна. Под командованием П. Д. Киселёва летом 1941 года «Якут» отправился в заграничный рейс в США, где прошел капитальный ремонт в городе Сан-Франциско (завершён 6 августа 1941 года). В апреле-мае 1943 года пароход вторично посетил США и прошёл плановый ремонт в городе Портленд. Намечавшаяся замена котлов не состоялась, а судно получило вооружение: 102-мм орудие и 20-мм зенитные автоматы «Эрликон». Возвращаясь на Камчатку, пароход оба раза доставлял грузы оборонного значения.
Указом Президиума Верховного Совета СССР от 23 августа 1943 года за образцовое выполнение заданий Правительства и спецзаданий командования Красной Армии, 231 работник рыбной промышленности Хабаровского края (в состав которого в то время входила Камчатка) был награждён орденами и медалями, в том числе и боевыми наградами. Согласно этому указу П. Д. Киселёв был награждён орденом Красного Знамени, став одним из 7-ми орденоносцев АКОфлота. В декабре 1943 года вступил в ВКП(б). Осенью 1944 года П. Д. Киселёв и ряд членов экипажа парохода «Якут» получили благодарность начальника Управления военизированного флота АКО «за хорошее состояние вооружения и подготовку артрасчетов»
3 мая 1945 года назначен капитаном парохода «Чавыча».

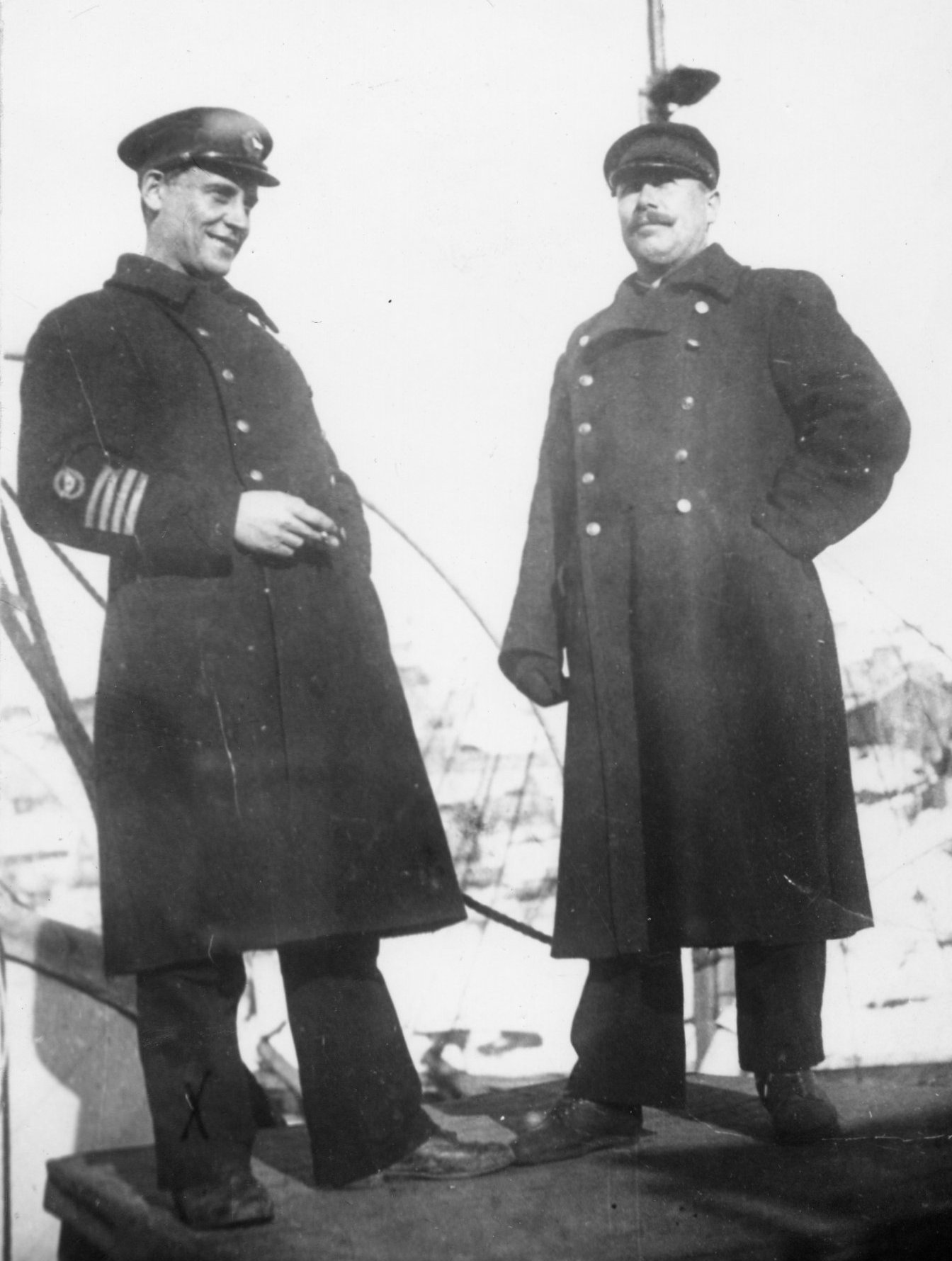
П. Д. Киселёв (слева) на палубе одного из судов АКО. Камчатка, 1930-е гг.

В некоторых источниках П. Д. Киселёв упоминается, как последний начальник АКОфлота. 4 октября 1945 года, в связи реорганизацией АКО в Камчатский госрыбтрест (КГРТ), АКОфлот был переименован в Управление транспортного флота КГРТ или Камчатрыбфлот. 15 января 1946 года П. Д. Киселёв был назначен заместителем начальника Камчатрыбфлота по эксплуатации. 1 июня 1946 г. трест был переименован в Главкамчатрыбпром (ГКРП). 9 сентября 1947 года П. Д. Киселёв был назначен начальником управления транспортного флота ГКРП. В ноябре 1947 году выступил в защиту несправедливо осуждённого капитана парохода «Сима» А. Е. Миронова. Несмотря на явное противодействие органов госбезопасности, семь раз представлял к государственным наградам заслуженного капитана С. И. Пронина.
5 апреля 1952 года назначен заместителем начальника Главкамчатрыбпрома.
В сентябре 1952 года зачислен в Высшую школу пищевой промышленности, в связи с чем выехал в Москву, где находился с октября 1953 по август 1956 года. По итогам учебы П. Д. Киселёву была присвоена квалификация «экономист-организатор».
По окончании учебы вернулся на Камчатку и 5 сентября 1956 г. был назначен начальником управления морского транспортного флота Главкамчатрыбпрома.
8 апреля 1957 года назначен главным инженером Управления морского активного рыболовства (УМАР) Камчатского совнархоза.
5 мая 1958 года П. Д. Киселёв стал начальником Камчатского морского пароходства и находился в этой должности до 1971 года. За это время значительно вырос флот пароходства (количественно и качественно), были подготовлены кадры плавсостава, развивалась береговая инфраструктура; было начато строительство благоустроенного жилья для работников пароходства.
В июле 1964 — апреле 1967 годов, в связи с временным объединением Камчатского и Дальневосточного пароходств, являлся начальником Камчатского управления морского флота и одновременно заместителем начальника Дальневосточного пароходства.
24 ноября 1971 года П. Д. Киселёв был освобождён от занимаемой должности и назначен капитаном-наставником Камчатского морского пароходства.

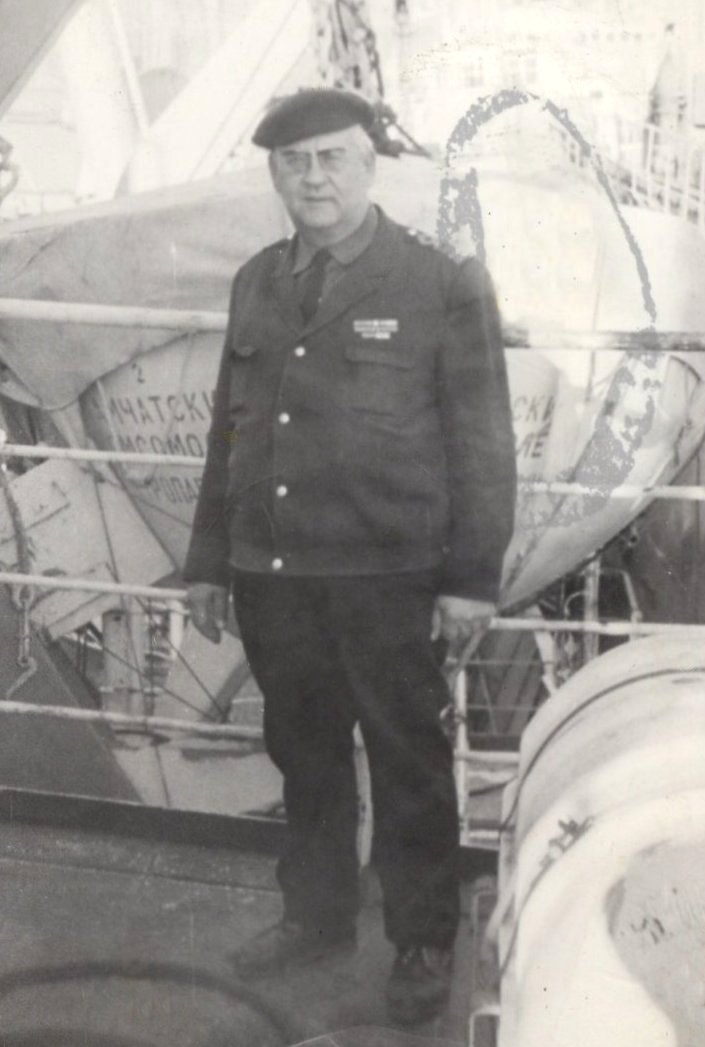
Последний выход в море… Капитан-наставник П. Д. Киселёв на борту т/х «Камчатский Комсомолец». Славянка, 1980 г.

Среди рыбаков и моряков Камчатки П. Д. Киселёв пользовался большим уважением как человек и как руководитель. П. Д. Киселёв отличался начитанностью, эрудицией, высокой культурой устной и письменной речи. Одарённый рисовальщик-самоучка. В свободное время увлекался рыбалкой. Автолюбитель, в течение 27 лет владел автомобилем марки ГАЗ-21. В 1973 году П. Д. Киселёв переехал на родину, в Приморский край. Проживал в собственном доме в районе станции Весенняя под Владивостоком. С 1987 года и до смерти проживал во Владивостоке на полуострове Шкота (ул. Сипягина, д.22). Похоронен на Лесном кладбище Владивостока.

## Семья
Жена — Таисия Григорьевна Киселёва (1918—1997). Супруги прожили вместе более 50 лет, вырастив троих детей.
23 сентября 2011 года в Москве появился на свет правнук П. Д. Киселёва — Павел Дмитриевич Киселёв 2-й.

## Награды
- Орден Ленина № 367492 (1966[26])
- Орден Красного Знамени № 72018 (1943)
- два ордена Трудового Красного Знамени (№ 359776 в 1960 году[27] и № 700045 в 1971 году[28])
- медаль «За доблестный труд в Великой Отечественной войне 1941—1945 гг.» (1946[29])
- медаль «За отличие в охране государственной границы СССР» (1968[30])
- Знак «Почётному работнику морского флота» № 11928 (1964[31])

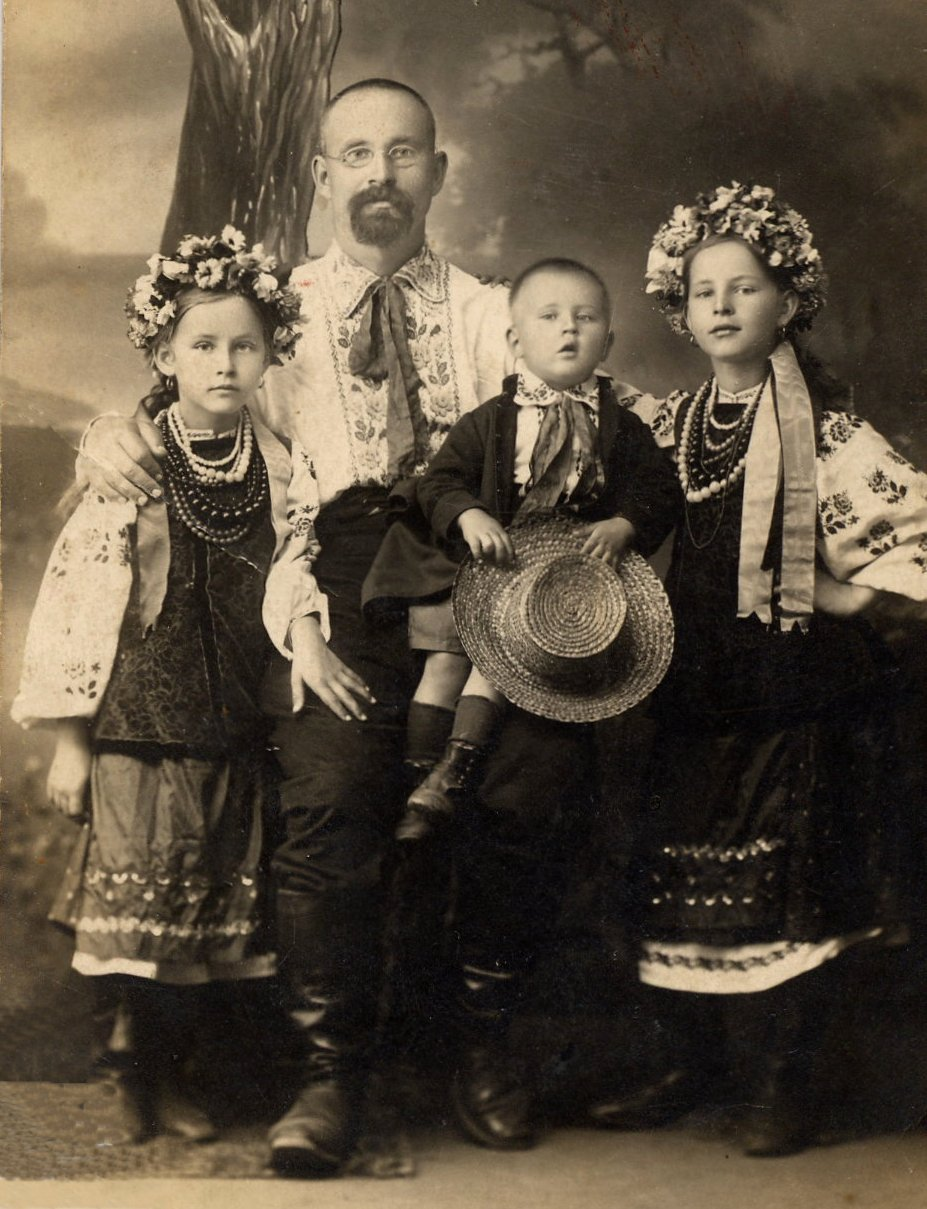
П.Д.Киселёв в возрасте 3 лет с отцом и сестрами. Владивосток,1917 г.
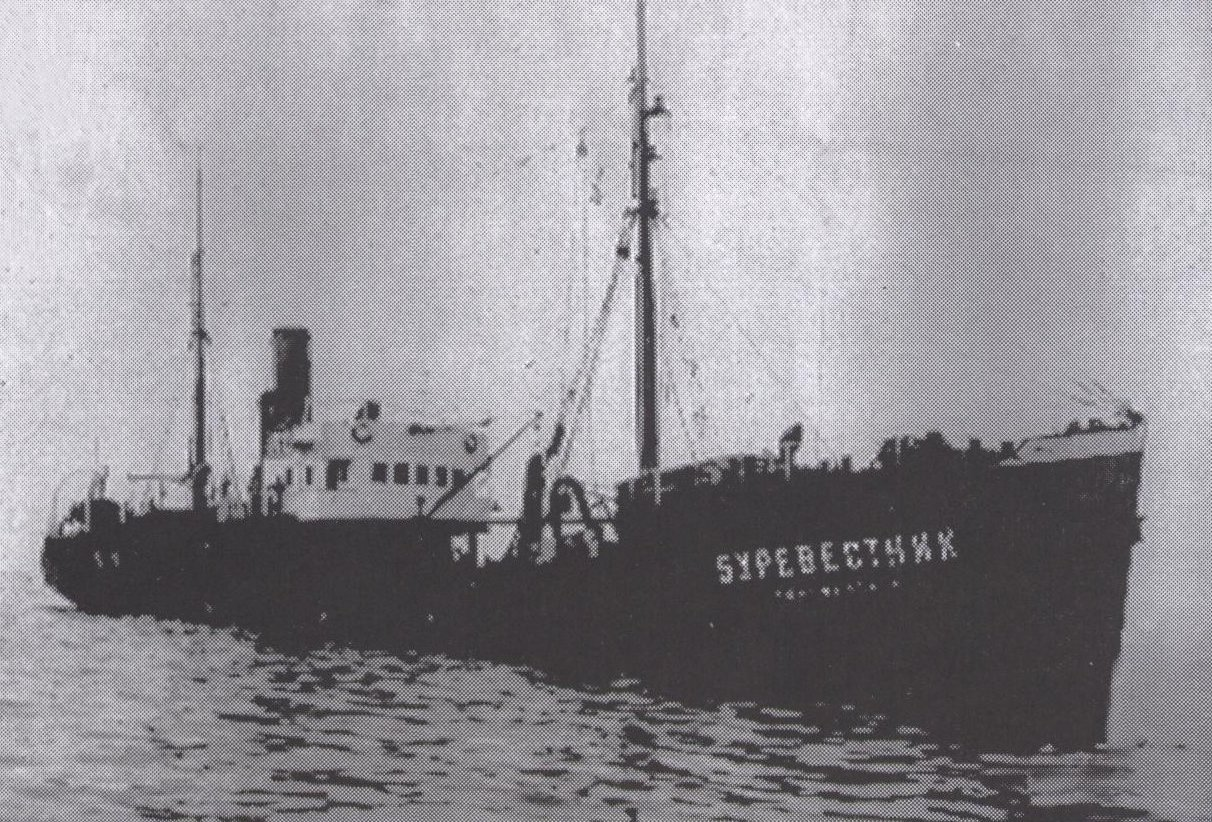
Траулер "Буревестник",1930-е гг.
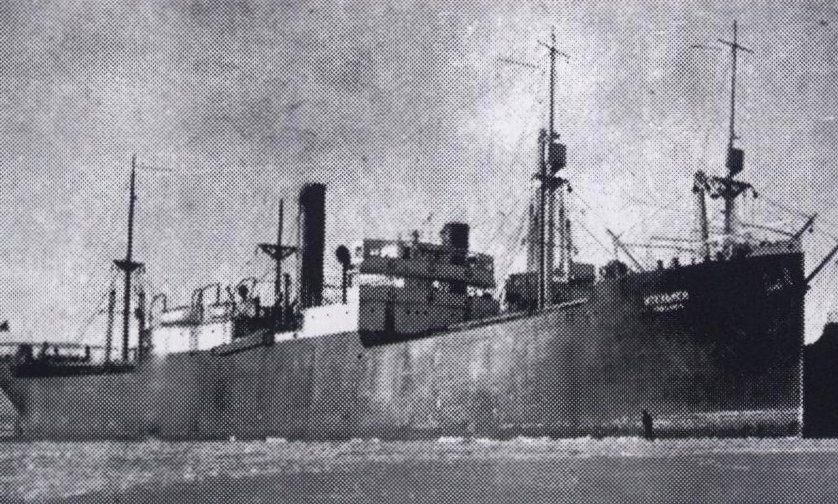
Пароход "Ительмен",1930-е гг.
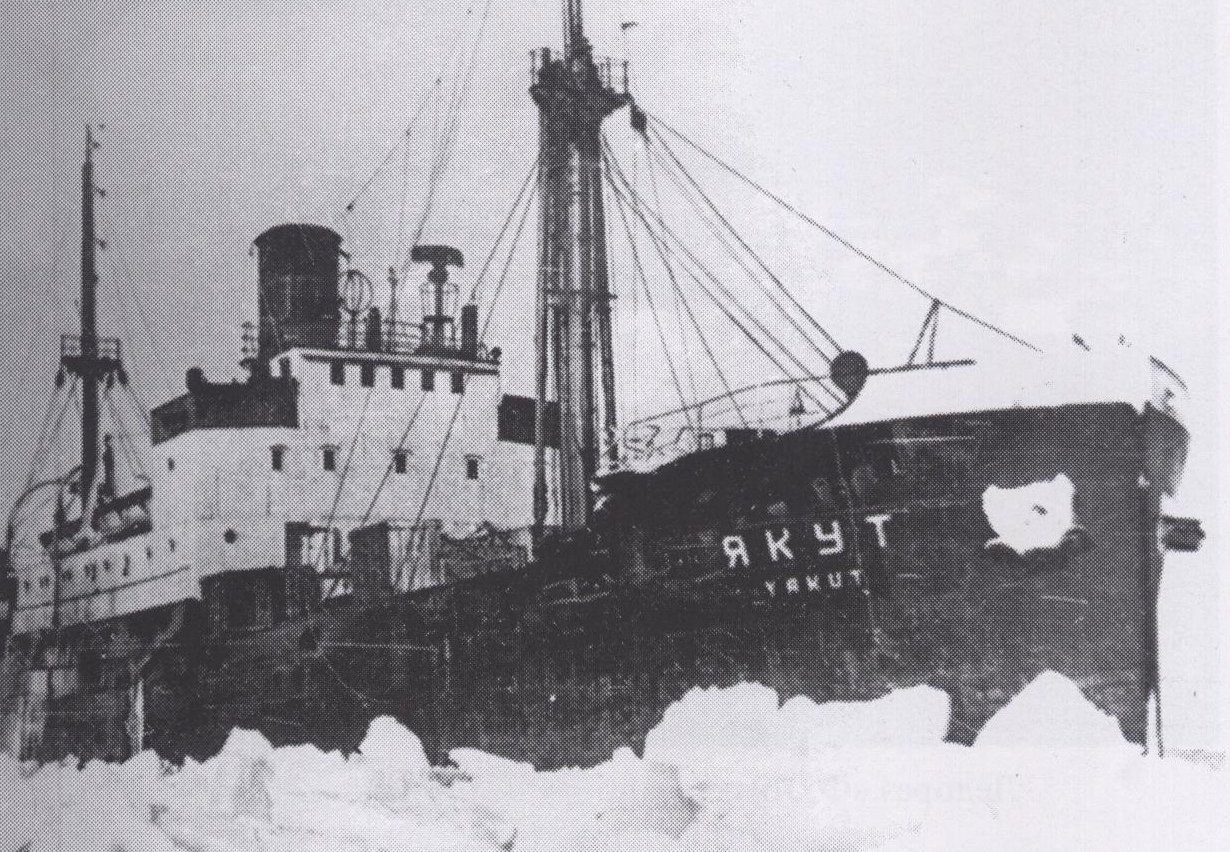
Пароход "Якут",1950-е гг.
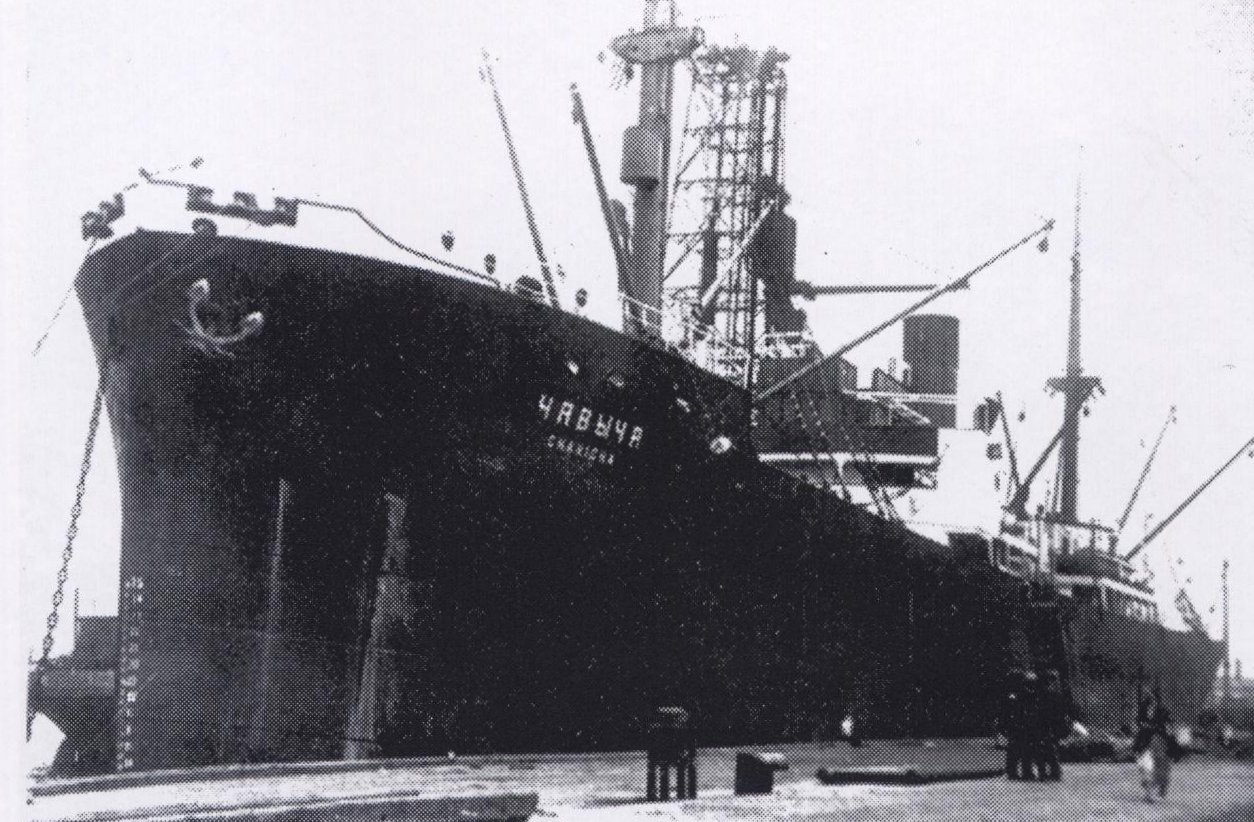
Пароход "Чавыча",1930-е гг.
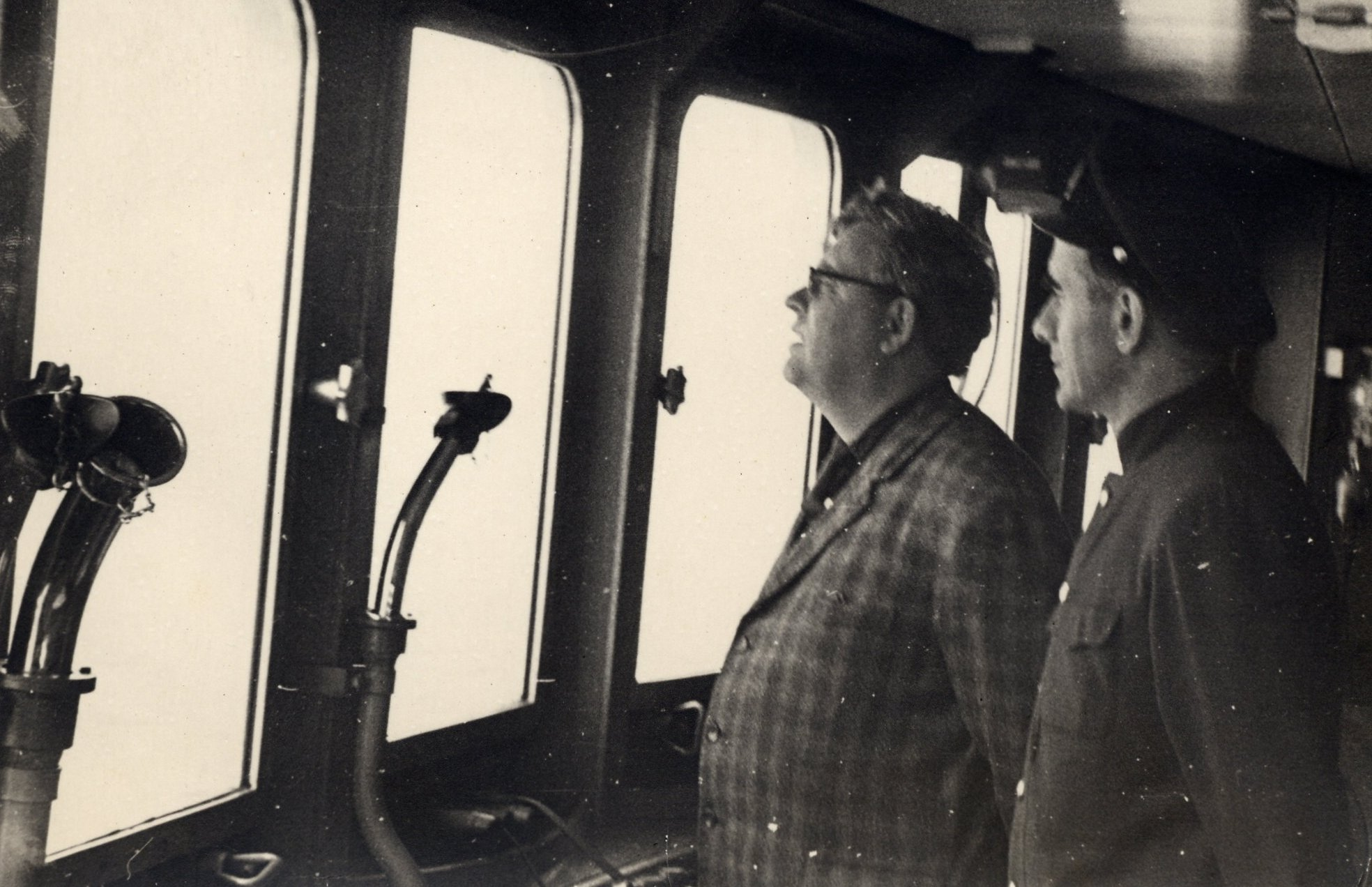
П.Д.Киселёв на мостике т/х "Советский Союз", 1950-е гг.
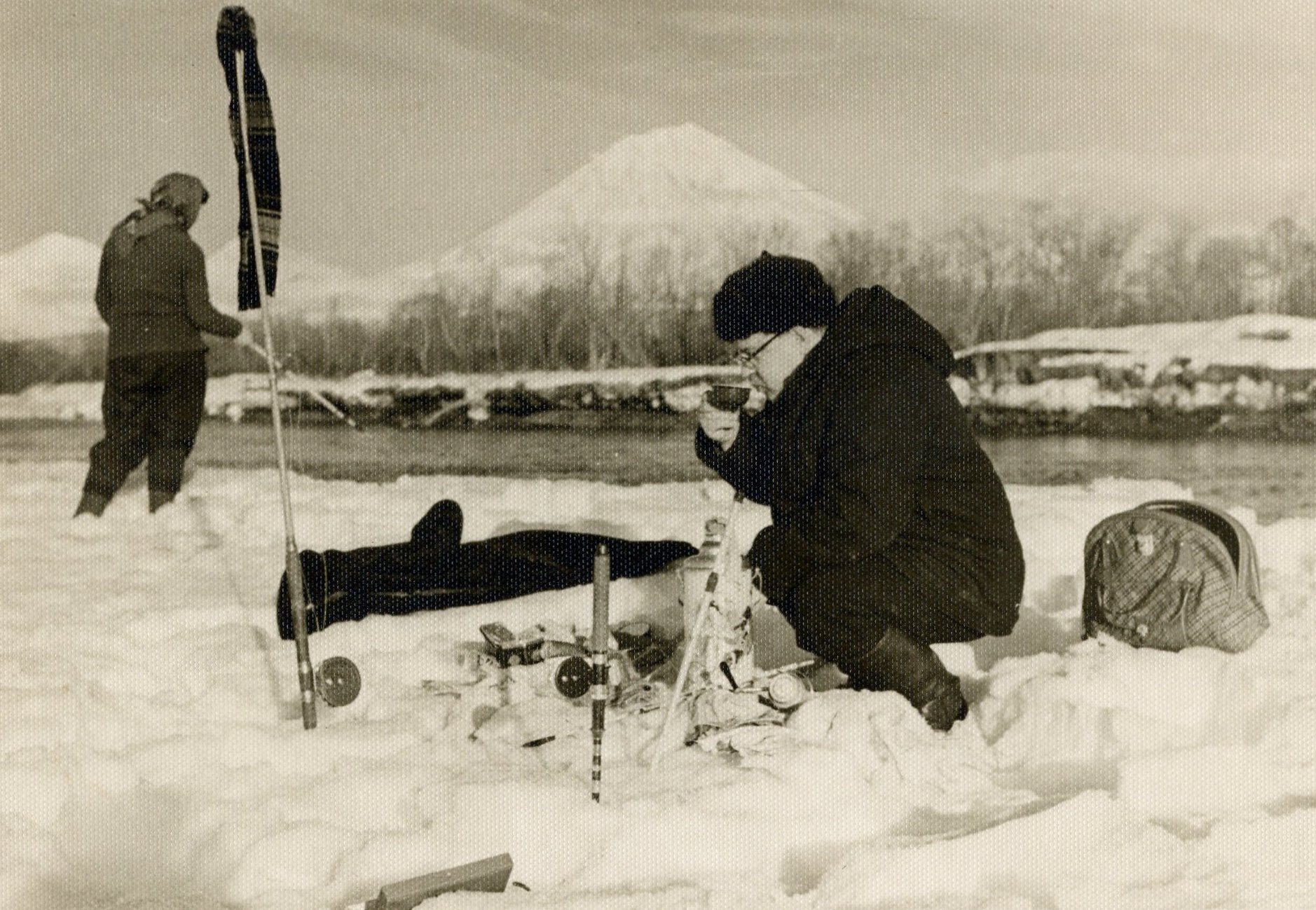
На рыбалке. Камчатка,конец 1950-х гг.
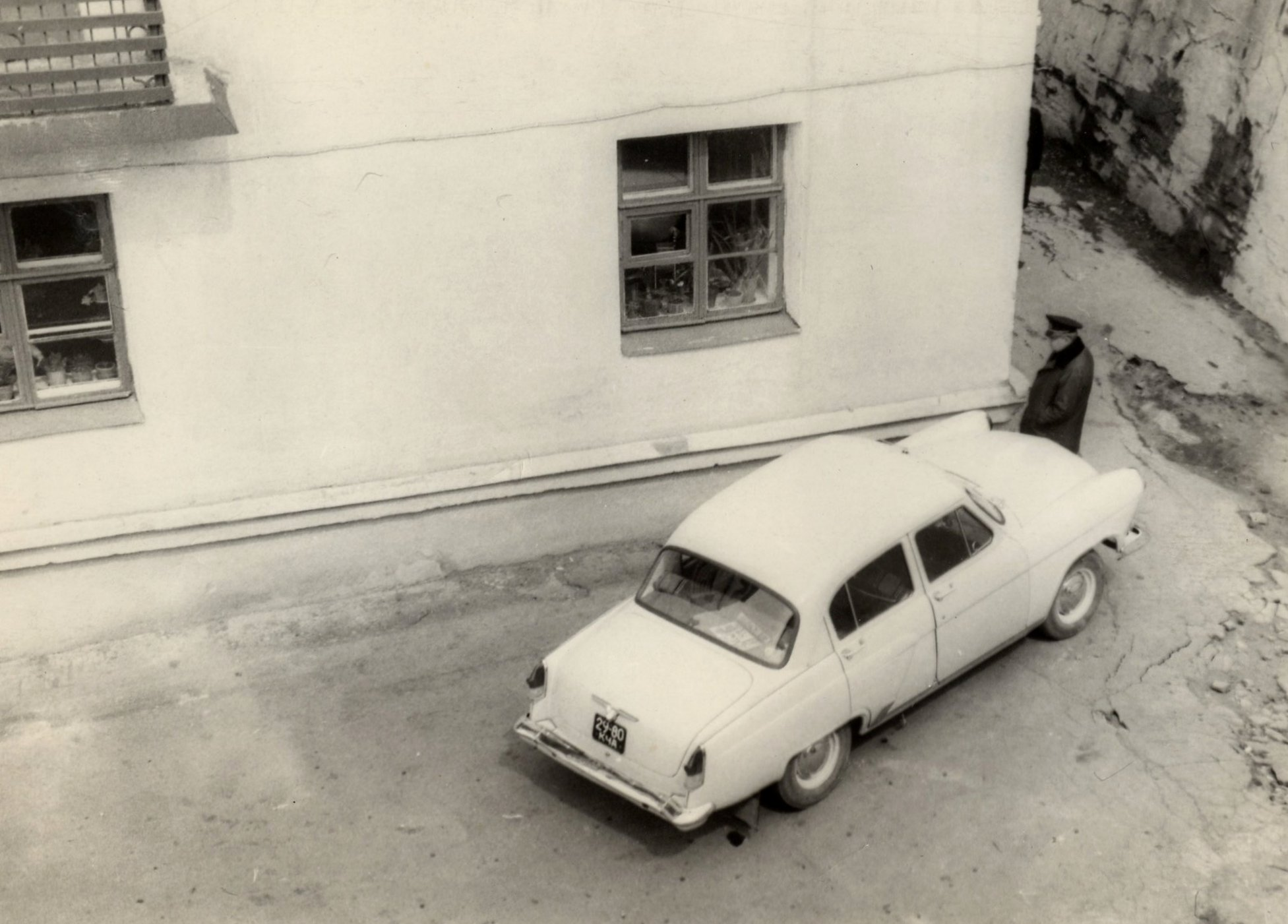
П.Д.Киселёв у окон своей камчатской квартиры, 1960 г.
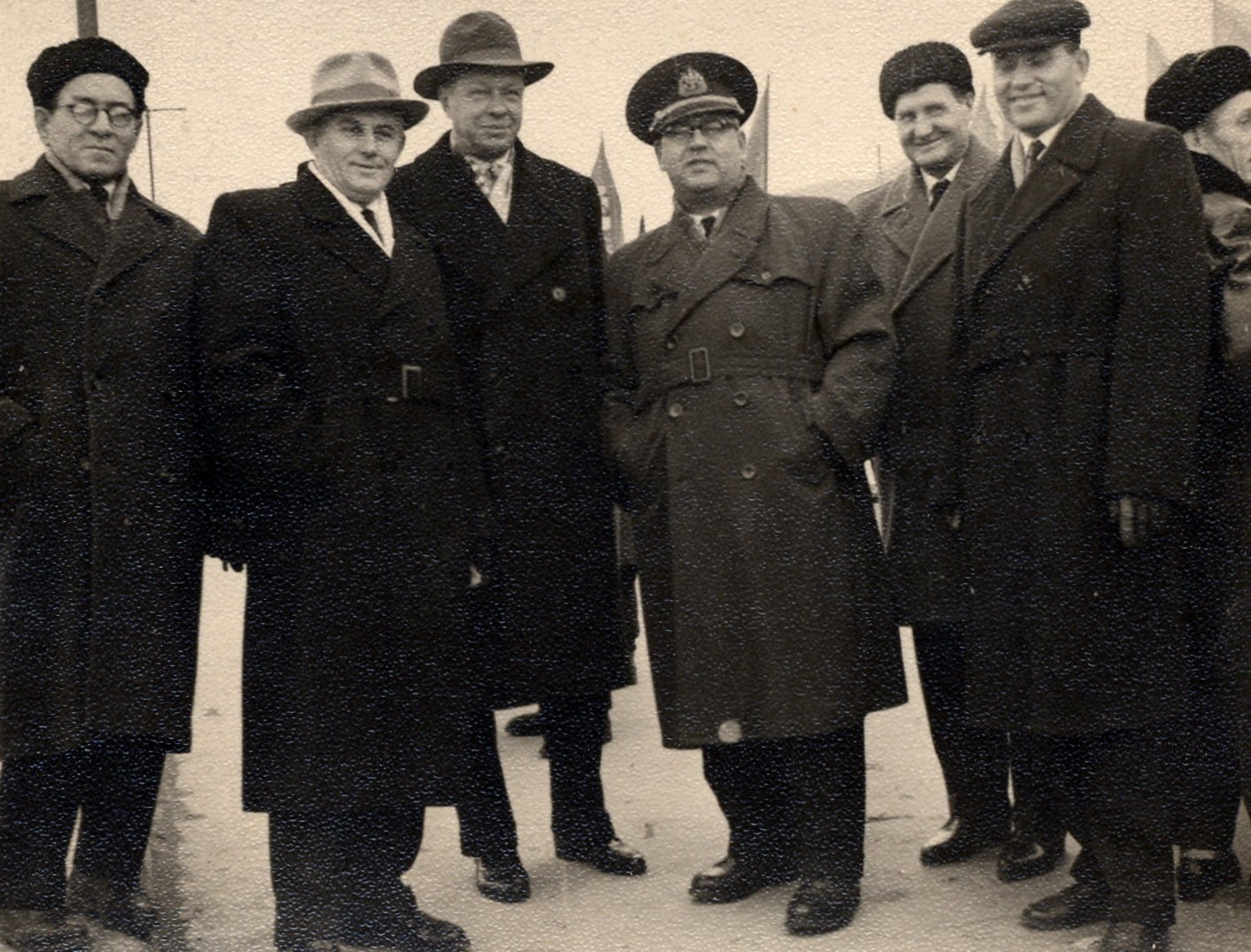
С работниками Камчатского пароходства на праздновании 1 мая 1965 г.
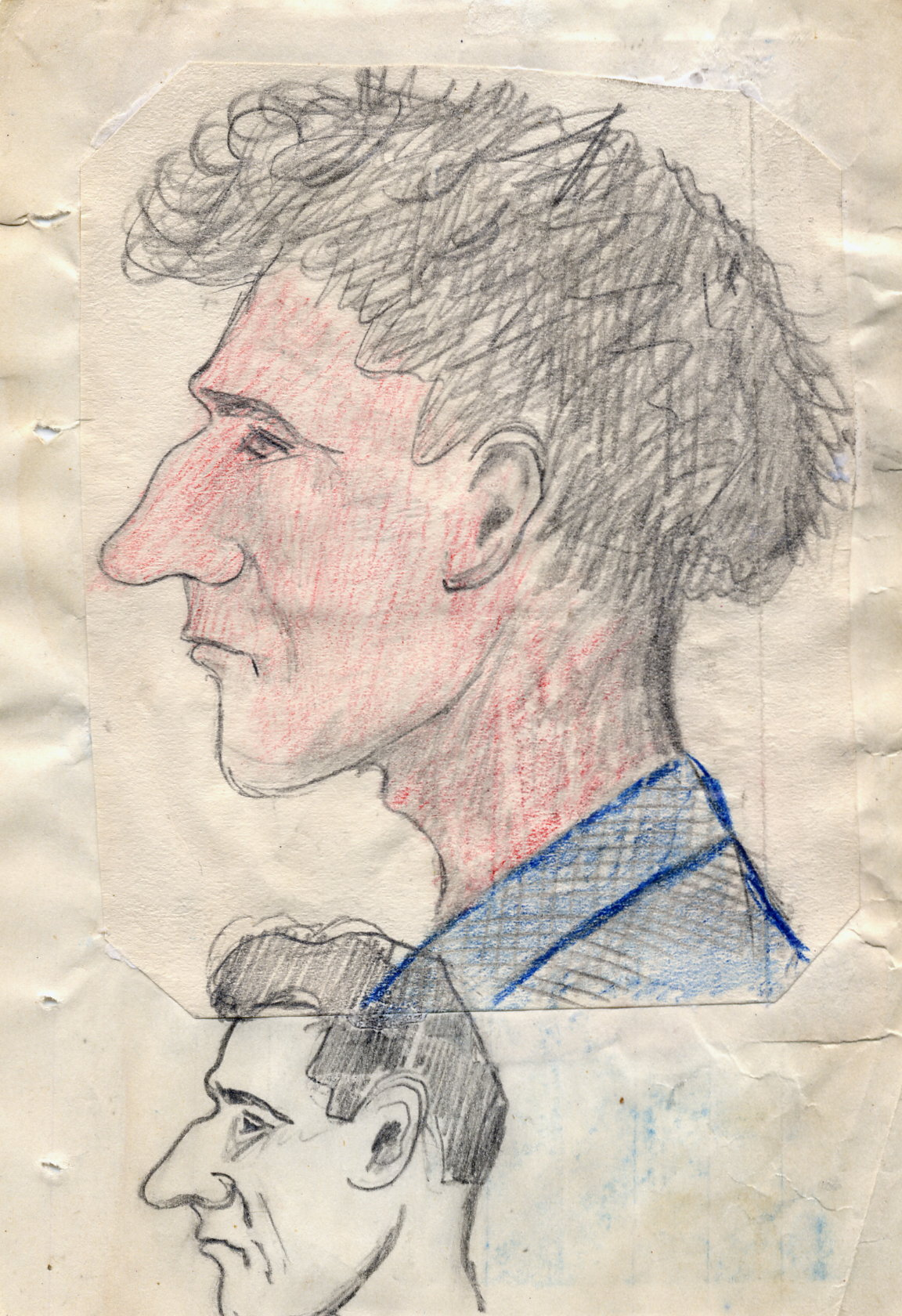
Шаржи из блокнота П.Д.Киселёва, 1960-е гг.
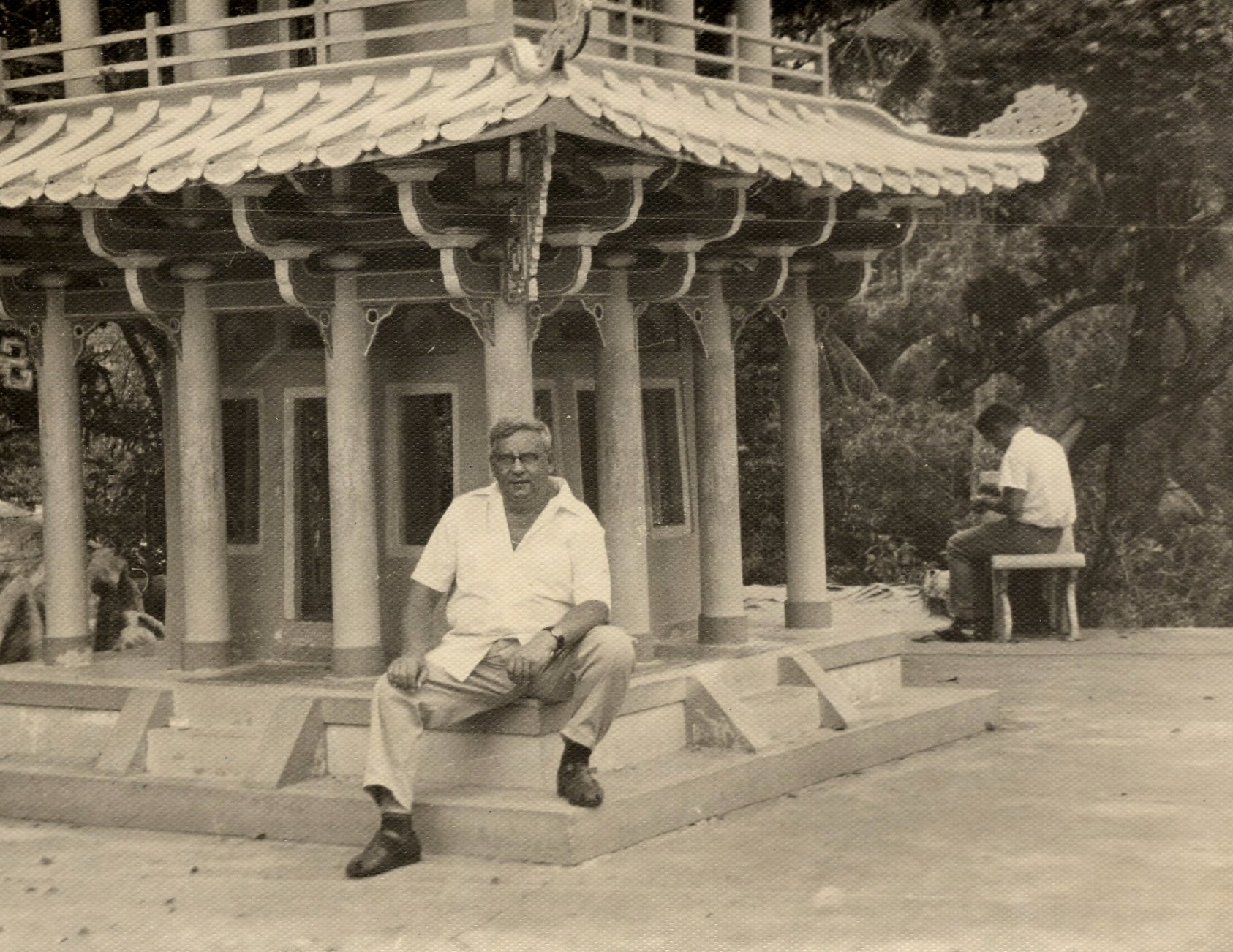
П.Д.Киселёв в Сингапуре, весна 1972 г.
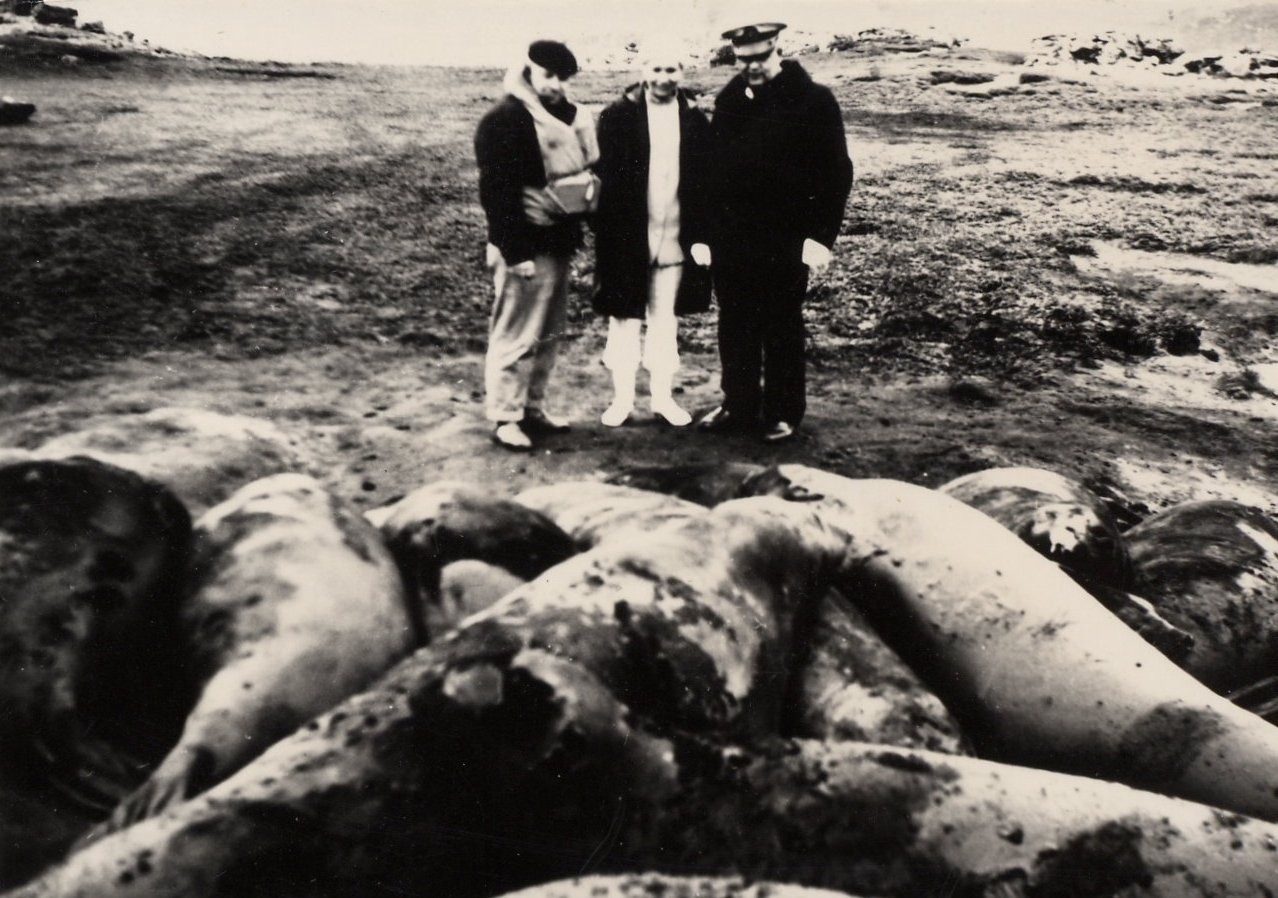
П.Д.Киселёв (справа) на о-вах Кергелен, весна 1972 г.
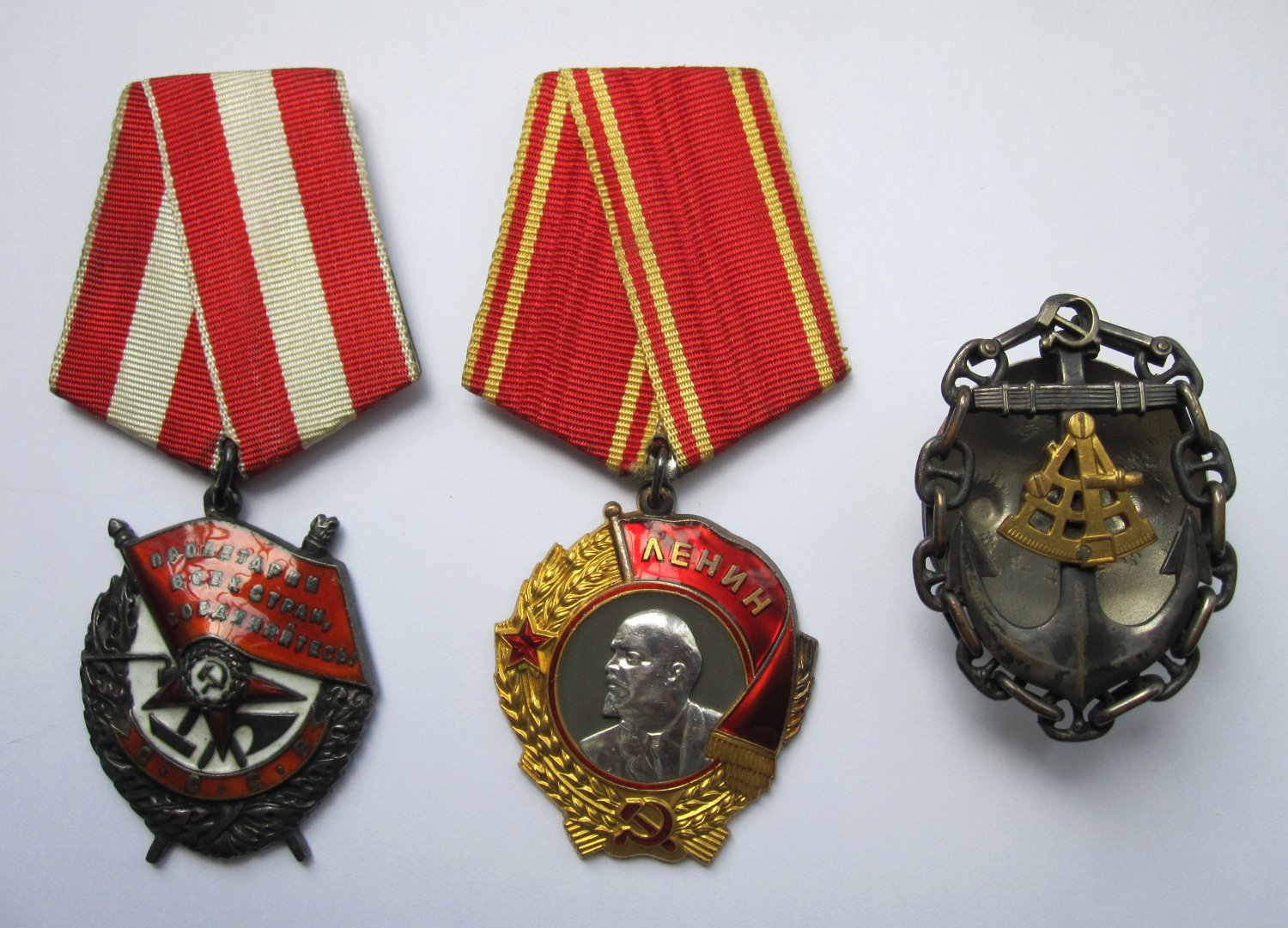
Орден Кр.Знамени, Орден Ленина и нагрудный знак судоводителя, принадлежавшие П.Д.Киселёву